# 1343
1343 (MCCCXLIII) je bilo navadno leto, ki se je po julijanskem koledarju začelo na sredo.

## Dogodki

### Rekonkvista
- začetek leta - Nadaljuje se obleganje Algecirasa, zadnje trdnjave maroških Marinidov v Andaluziji. Obleganje vodi kastiljski kralj Alfonz XI. z zavezniki in ostalimi križarji. Izgube na obeh straneh so hude, na kastiljski strani predvsem zaradi bolezni in lakote, vendar kristjani nadomeščajo izgube s prihodom vedno novih križarjev. Obleganci v Algecirasu lahko upajo edinole na pomoč sosednjega Granadskega emirata, ki pa je prešibek za odločilen preboj.

- februar - Algeciras je zablokiran s pomorske strani, kar onemogoči morebitno pomoč iz Gibraltarja. Ladje, ki blokirajo dostop, zverižijo eno z drugo.
- marec - Dokončani so jarki okoli mesta in na svojim mestih stacionirani triboki, ki imajo doseg do 300 metrov. Branilci si pomagajo z bombardami, primitivnimi topovi, ki so nevarni zlasti za nagneteno pehoto in oblegovalne naprave ob poskusih prebojev obzidja.
- konec marca - Vihar uniči zaporo na morju in zagotovi oblegancem veliko lesa ter kovine.
- maj:
  - Severno od Algeriasa se na dovolj varni vzpetini utabori granadska vojska, ki jo vodi emir Jusuf I.. V krščanski tabor se poveča dotok novih križarjev.
  - Aragonci pod vodstvom kralja Petra IV. ne dočakajo zmage. Že prej odplujejo proti Balearom v vojno proti bratrancu, majorškemu kralju Jakobu III., ki ni želel aragonskemu kralju priseči vazalne zvestobe. 1344 ↔
- avgust - Marinidski sultan Abu al-Hasan začne s pripravami na rešilno odpravo. Kastiljski kralj Alfonz IX. je v tako nezavidljivih financah, da zastavi še svojo krono. Po svojih močeh še prispevata finance nadškof Toleda in papež. Aragonci prispevajo nove ladje za diverzijo v Ceuti, kjer se zbira sultanova odprava, ki pa potem ni uspešna.
- 16. september - Med obleganjem Algecirasa je smrtno ranjen navarski kralj Filip III., ki se je prav tako odzval na križarski klic. Dedinja Navare Ivana II., zadnja iz hiše Kapetingov, ima status suo iure kraljice Navare, zato ne moremo govoriti o nasledstvu.
- 26. september - Naslednja eminentnejša žrtev spopadov pred Algecirasom je grof Foixa Gaston II.. Umrlega nasledi sin Gaston III.[1], ki hkrati postane sovladar Andore.
- oktober - Marinidska rešilna flota se usidra pred Gibraltarjem, da prej prouči situacijo. Genovčani zahtevajo od Alfonza XI. takojšnje plačilo, saj so sami v tesnih trgovskih vezeh z Marinidi.
- november - Gibraltar: združeni vojski Marinidov in Granadskega emirata začneta počasen in previden pohod ob obali za rešitev Algecirasa. Z morja jim bok varuje granadska flota.
- 12. december - Bitka pri reki Palmones: po posebno močnemu napadu na oblegano mesto, ki odpre luknjo v obzidju, začne muslimanska vojska hitreje napredovati proti Algecirasu, vendar jo številčnejša krščanska vojska porazi in razprši. Poraz za muslimane ni usoden, vendar jim da malo časa za reorganizacijo. 1344 ↔

### Bizantinska državljanska vojna 1341-1347
- začetek pomladi - Samooklicanemu bizantinskemu cesarju Ivanu Kantakuzenu na pomoč priskoči njegov zaveznik turški bej Aydina Umur Ghazi, ki mu dostavi okoli 300 ladij in 20.000 mož. Izkrcanje je neprijetno presenečenje za srbskega kralja Dušana Silnega.
- april - Ivan Kantakuzen doseže, da se mesto Bereja, ki ga oblegajo Srbi, preda njemu in ne Dušanu Silnemu. Temu zgledu sledijo še ostala mesta v južni Makedoniji, kar močno ohladi odnose med Kantakuzenom in Dušanom Silnim.
- poletje - Ker je Ivan Kantakuzen postal politično premočan, se začne Dušan Silni pogajati z regentsko trojko[2] v Konstantinoplu in sklene z njo zavezništvo. Medtem Ivan Kantakuzen neuspešno oblega Solun, ki ga obvladujejo ti. zeloti, antiaristokratska stranka, ki ji je dovolj političnih spletk in nesposobnosti bizantinskega dvora. Zeloti taktično sklenejo zavezništvo s konstantinopelsko trojko in stisnejo Kantakuzenovo vojsko med bizantinsko in srbsko vojsko. Popoln poraz ponovno prepreči aydinski bej Umur Ghazi.
- avgust - Cesarica-vdova Ana Savojska je prisiljena Benečanom zastaviti družinske dragulje.
- do konca leta - Pozornost pretežno turške Kantakuzenove armade so obrne v Trakijo, ki jo tako opustošijo, da v Konstantinoplu zavlada pomanjkanje in cene nevarno poskočijo. Regentska trojka naveže stike s papežem Klemenom VI. in mu obljubi podreditev, če papeštvo razglasi novo križarsko vojno proti bejliku Aydin. Papež je to vojno načrtoval že kakšno leto dni, saj so že prej krščanske trgovske ladje potrebovale oboroženo spremstvo najmanj štirih oboroženih galej proti piratom iz Aydina. V novo, ti. smirnsko križarsko vojno privabi še Beneško republiko, križarski Ciper in hospitalce z Rodosa. 1344 ↔

### Ostalo
- 19. januar - Vojna za bretonsko nasledstvo, epizoda stoletne vojne: angleški kralj Edvard III. in francoski kralj Filip VI. se sporazumeta za nov mir. Oblegano mesto Vannes preide pod upravo papeškega legata. Proti koncu leta Francozi izpustijo iz zapora angleškega kandidata za bretonsko krono Ivana IV. iz hiše Montforških, ki pa se upokoji. 1344 ↔

- 20. januar - Umrli neapeljski kralj Robert Anžujski zapusti omenjeno južnoitalijansko kraljevino svoji vnukinji Ivani I. in izključi iz oporoke njenega soproga, ogrskega princa Andreja. Slednji bi bil upravičen do krone  iure uxoris, po pravici soproge. Ivana postane s tem postane kraljica suo iure, po lastni pravici, prav tako pa podeduje še južnofrancoski grofiji Provansa in Forcalquier ter titularni naziv jeruzalemske kraljice. Zapleti → 1344
- 27. januar - Papež Klemen VI. v buli Unigenitus dei filius opredeli doktrino o cerkvnih odpustkih, kar postane prvi korak k njihovi uvedbi. Prav tako skrajša presledke jubilejev s 100 na vsakih 50 let. 1350 ↔
- 23. april - Estonija, Livonija: začetek ti. upora na noč sv. Jurija, v katerem se avtohtono estonsko in livonsko prebivalstvo upre danskim in nemškim okupatorjem, tj. livonskemu viteškemu redu[3]. Uporniki, ki se odpovedo krščanstvu, prve dni zmasakrirajo vse nemško prebivalstvo, ki jim ne uteče, vključno z ženskami, otroki, starostniki in redovniki.
- 4. maj → Po začetnem šoku livonski red skliče mirovna pogajanja in povabi najpomembnejše štiri (naivne) uporne voditelje. Po koncu pogajanj, ko dobijo dovolj podatkov, voditelje pokončajo. Dva tedna kasneje vitezi livonskega reda s taktično prevaro pokončajo še več tisoč upornikov, ki se jim ne uspe pravočasno umakniti v močvirja, kjer bi bili varni pred viteško konjenico. 1344 ↔
- 2. junij - Sporazum iz Kalisza: križniki in poljski kralj Kazimir III. sklenejo mirovni sporazum. Križniki vrnejo nekaj osvojenega poljskega ozemlja in poljski kralj se odpove Pomeraniji.
- 22. junij - Umrlega savojskega grofa Ajmona nasledi mladoletni sin Amadej VI., kasneje imenovan Zeleni grof. Regentstvo si sporazumno delita njegova starejša bratranca Amadej III. iz Ženeve in Ludvik II. iz Vauda.
- 26. julij - Firence: vsesplošna vstaja v mestu odnese diktatorja, briennskega grofa Valterja VI., ki mu je leto dni poprej florentinska trgovska aristokracija nespametno zaupala vladarska pooblastila. Oblast prevzame ti. popolo minuto, predstavniki manjših trgovcev in rokodelcev.
- 15. avgust - Švedski kralj Magnus IV. se odreče norveški kroni[4], kar nima velikega političnega vpliva, saj še vedno ostane regent v imenu svojega sina Hakona VI. do polnoletnosti. Hakonov starejši brat Erik XII. je namenjen temu, da nasledi Švedsko. 1356 ↔
- 3. september - Papež Klemen VI. z bulo  In supremae dignitatis ustanovi Univerzo v Pisi. Prvi štirje študijski programi so teologija, civilno pravo, cerkveno pravo in medicina.
- 25. november - Potres pod Tirenskim morjem povzroči cunami, ki opustoši obali Neapeljskega in Salernijskega zaliva. Najhuje je prizadeto pristaniško mesto Amalfi, kjer je popolnoma uničen spodnji, obalni del mesta, vključno s pristaniščem.
- Rim: rimske mestne oblasti pooblastijo uradnika Cola di Rienzo za službo pri papežu v Avignonu. 1344 ↔
- Pomorjansko mesto Zanow prevzame zakone[5] mesta Lübeck in se tako pridruži Hanzeatski zvezi.
- Zlata horda: tatarski kan Džanibek se spre z genovskimi kolonialisti in prične oblegati pristaniško mesto Kaffa na Krimu. Črna smrt začne pustošiti po Zlati hordi. 1344 ↔
- Čagatajski kanat: umrlega kana Muhamada ibn Pulada, o katerem razen omembe ni kaj znano, nasledi Kazan-kan. Čagatajsko plemstvo podpre rivala Kazagan in med obema taboroma izbruhne državljanska vojna. 1345 ↔
- Južna Indija: vojska Delhijskega sultanata in južnoindijskih muslimanskih zaveznikov ujame in usmrti zadnjega kralja Hojsale Vira Balalo III.. Odpor proti zavojevalcem nadaljuje njegov sin Harihara I., ki ima več uspeha kot oče in tako postavi temelj novega hindujskega kraljestva Vidžajanagara. 1346 ↔
- Indonezija: kancler in maršal Madžapahitskega cesarstva Gadžah Mada prične z otoka Java z osvajanji sosednjih pomorskih kraljestev v današnji Indoneziji. To leto osvoji sosednja otoka Lombok in Bali.
- Potovanja maroškega popotnika Ibn Batute: po devetih mesecih se Ibn Batuti končno uspe otresti gostoljubnosti Maldivčanov. Od tam se odpravi na Sri Lanko, kjer se povzpne na najvišjo goro Sri Pada[6], ki je sveta v hinduizmu in budizmu ter prav tako v krščanstvu in islamu. S Sri Lanke se vrne nazaj na celino, kjer za nekaj časa ostane v gosteh na dvoru novo ustanovljenega sultanata Madurai, ki se je odcepil od matičnega Delhijskega sultanata. Tam ga preseneti izjemna brutalnost Asan Kana nad lokalnim hindujskim prebivalstvom, ki jih brez razloga ustrahuje z natikanjem na kole. 1344 ↔

## Rojstva
- 24. junij - Ivana Valoiška, navarska kraljica († 1373)
- 19. december - Vilijem I., meissenški mejni grof († 1407)
- Alexander Stewart, škotski plemič, grof Buchan († 1405)
- cesar Čokei, 98. japonski cesar († 1394)
- Geoffrey Chaucer, angleški literat in učenjak († 1400)
- Konstanca Aragonska, sicilska kraljica († 1363)
- Michele di Lando, florentinski česalec volne, voditelj upora Ciompov († 1401)
- Paolo Alboino della Scala, vladar Verone († 1375)
- Tommaso Mocenigo, 64. beneški dož († 1423)

## Smrti
- 20. januar - Robert Anžujski, neapeljski kralj (* 1277)
- 22. junij - Ajmon Savojski, grof Savoje (* 1291)
- 16. september - Filip III., navarski kralj (* 1306)
- 26. september - Gaston II., grof Foixa, vikont Béarna (IX.), sovladar Andore (* 1308)
- 15. december - Hasan Kuček, čobanidski perzijski princ (* 1319)
- Muhamad ibn Pulad, čagatajski kan
- Vira Balala III., indijski kralj Hojsale (* 1291)